# Đảng Tự do (Campuchia)
Đảng Tự do (tiếng Khmer: គណបក្សសេរីនិយម), ban đầu được gọi là Đảng Lập hiến, là đảng phái chính trị theo khuynh hướng bảo thủ, thân Pháp ở Campuchia. Đảng này do Hoàng thân Norodom Norindeth lãnh đạo và được giới tinh hoa Khmer, người Pháp và các thành viên hoàng gia ủng hộ. Đảng khởi xướng một cách tiếp cận tiến hóa để giành độc lập trái ngược với các đối thủ cấp tiến hơn của họ là Đảng Dân chủ.

## Kết quả tổng tuyển cử
| Bầu cử | Tổng số ghế giành được | Tổng số phiếu bầu | Tỷ lệ phiếu bầu | Kết quả bầu cử    | Lãnh đạo bầu cử   |
| ------ | ---------------------- | ----------------- | --------------- | ----------------- | ----------------- |
| 1946   | 14 / 67                | N/A               | N/A             | 14 ghế; đối lập   | Norodom Norindeth |
| 1947   | 21 / 75                | N/A               | N/A             | 7 ghế; đối lập    | Norodom Norindeth |
| 1951   | 18 / 78                | N/A               | N/A             | 3 ghế; đối lập    | Norodom Norindeth |
| 1955   | 0 / 91                 | 5,488             | 0.7%            | 18 ghế; không ghế | Norodom Norindeth |